# Emil Alfred Neukomm

Plakat von Neukomm für PKZ 1941

Emil Alfred Neukomm (* 8. Juni 1906 in Bern; † 26. Februar 1948 in Davos) war ein Schweizer Gebrauchsgrafiker.

## Leben und Werk
Nach Maturitätsabschluss am Berner Gymnasium hielt sich Emil Alfred Neukomm in Strassburg auf, wo er sich zum Grafiker ausbildete. Ende der 1920er Jahre übersiedelte er nach Paris, wo er gemeinsam mit seinem Bruder Fred ein Werbebüro leitete. 1939 kehrte er in die Schweiz zurück. 1941 wurde ein von Neukomm gestaltetes Plakat bei dem in diesem Jahr erstmals stattfindenden Wettbewerb Schweizer Plakate des Jahres ausgezeichnet. In Zusammenarbeit mit der Haas’sche Schriftgiesserei entwickelte er die Auszeichnungsschriften Bravo (1945) und Chevalier (1946). Emil Alfred Neukomm starb tuberkulosekrank 1948 im Alter von 41 Jahren in Davos.